# Осман Хаџић
Осман Хаџић (Цазин, 9. септембар 1966) босанскохерцеговачки је фолк певач.

## Биографија
Осман Хаџић је рођен у Цазину (СР БиХ, СФР Југославија), у бошњачкој породици, као прво од седморо деце.
Његове песме обично говоре о љубави, а међу најпознатијима су Ти мене не волиш, Рана к’о рана, Само једна жена зна, Презиме, Лијепа као гријех, Твоје очи и Титаник.

## Дискографија

### Студијски албуми
- Лажу очи зелене (1989)
- Никад више Сњежана (1991)
- За њом плачу црне очи (1993)
- Обриши сузе баксузе (1994)
- Није чудо што те волим лудо (1997)
- Остарит ћемо (2000)
- Презиме (2002)
- Због љубави (2005)
- И овако и онако (2007)
- Поново се волимо (2011)
- Нема проблема (2014)

### Компилацијски албум
- Најљепше пјесме из умјетнићке радионице са Шерифом Коњевићем, Ханком Палдум и Младеном Томићем (1992)
- Опраштам ти лутања са Аделисом Хоџић и Ханом Нурковић (1994)
- Лажу очи зелене (1995)
- Највећи хитови са Есадом Плавим (2010)
- Хитови (2017)

### Синглови
- Твоје очи (дует са Гогом Секулић)
- Титаник
- Лијепа као гријех
- Хладна зима
- Врати се
- Около наоколо
- Пакуј се, моја невјеро
- Њој не враћам се
- Као жар под кожом
- Пољуби ме [дует са Сабрином, сингл-албум] (2009)

## Фестивали
- 1997. Бихаћ - Ти си моје свјетло (Вече народне музике)
- 2000. Бихаћ - Љубави
- 2003. Бихаћ - Опусти се и уживај
- 2008. Илиџа - Лијепа као гријех
- 2009. Бихаћ - Звијезда тјера мјесеца (Вече севдаха)
- 2013. Фестивал грашевине и пјесме, Кутјево - Залијепљени (дует са Иваном Банфић)
- 2014. Бихаћ - Около, наоколо
- 2015. Pink music fest - Милион дуката
- 2018. Бихаћ - Као жар под кожом
- 2022. Бихаћ - Све је далеко
- 2022. Фестивал севдалинке ТК, Тузла - Хеј Мунира, гдје ти је Мухарем / Чудна јада од Мостара града (Ревијално вече фестивала)
- 2023. Бихаћ - На пут се спремам (Вече севдаха)